# Магістраль М5 (Білорусь)
Магістраль М5 — автомагістраль в Білорусі, яка збігається з європейським маршрутом E271 та сполучає Мінськ з Гомелем. Входить до складу гілки B IX пан'європейського транспортного коридору. Автошлях відгалужується від автомагістралі М4 в районі села Привільне та пролягає повз Мар'їної Горки, Осиповичів, Бобруйська, Жлобина до Гомеля.
Протяжність магістралі становить близько 296 км.